# Epilampra quisqueiana
Epilampra quisqueiana är en kackerlacksart som beskrevs av Rehn, J. A. G. och Morgan Hebard 1927. Epilampra quisqueiana ingår i släktet Epilampra och familjen jättekackerlackor.
Artens utbredningsområde är Dominikanska republiken. Inga underarter finns listade i Catalogue of Life.